# Chelodina burrungandjii
Espèce
Chelodina burrungandjii est une espèce de tortue de la famille des Chelidae.

## Répartition
Cette espèce est endémique de la Terre d'Arnhem dans le Territoire du Nord en Australie.

## Publication originale
- Thomson, Kennett & Georges, 2000 : A new species of long-necked turtle (Chelidae: Chelodina) from the sandstone plateau of Arnhem Land, Northern Australia. Chelonian Conservation and Biology, vol. 3, no 4, p. 675-685 (texte intégral).